# Astana Women’s Team/Saisons 2015 und 2016
Dieser Artikel listet die Erfolge des Astana Women’s Team in den Straßenradsport-Saison 2015 und 2016 auf.

## 2015: Astana-Acca Due O
- Kasachische Zeitfahrmeisterschaft Jekaterina Yuraitis
- Kasachische Straßenmeisterschaft Natalia Saifutdinova
- Mexikanische Straßenmeisterschaft Ingrid Drexel

## 2016: Astana Women’s Team
- Tour of Zhoushan Island, 1. Etappe Arianna Findanza
- Kasachische Zeitfahrmeisterschaft Jekaterina Yuraitis
- Russische Zeitfahrmeisterschaft Yekaterina Yuraitis
- Kasachische Straßenmeisterschaft Natalya Saifutdinova